# El Dolç
La platja del Dolç o Platja des Dolç és una platja mallorquina del municipi de Ses Salines, situada al costat de la Colònia de Sant Jordi entre la platja de Ca'n Curt i es Turó. És una platja d'uns 350 metres de longitud per 25 d'amplada. Es tracta d'una platja molt freqüentada per turistes i veïns de la zona. L'única manera d'accedir-hi és caminant uns 800 metres per un passeig que bordeja la costa.
El nom de la platja es deu al fet que hi ha una surgència d'aigua a nivell de mar a les roques de l'extrem sud-est de la platja, fet que fa que l'aigua de la superfície de la mar sigui més dolça i més fresca. De fet, l'any 2011 es descobrí que la surgència provenia d'una cavitat litoral d'origen càrstic, amb influència marina i freàtica, que en total formen un sistema de coves subaquàtiques d'uns 4100 metres de recorregut.